# Atractia clausicella
Atractia clausicella är en tvåvingeart som beskrevs av Carrera 1960. Atractia clausicella ingår i släktet Atractia och familjen rovflugor. Inga underarter finns listade i Catalogue of Life.